# Typhula filicina
Typhula filicina är en svampart som beskrevs av Peck 1875. Typhula filicina ingår i släktet Typhula och familjen trådklubbor.   Inga underarter finns listade i Catalogue of Life.